# Raphidia
Genre
Raphidia (les « raphidies ») est un genre d'insectes ailés au long cou de la famille des Raphidiidae.

## Liste des espèces rencontrées en Europe
Selon Fauna Europaea (17 février 2022), toutes sont du sous-genre Raphidia (Raphidia) :
- Raphidia ambigua
- Raphidia ariadne
- Raphidia beieri
- Raphidia euxina
- Raphidia huettingeri
- Raphidia ligurica
- Raphidia mysia
- Raphidia ophiopsis
- Raphidia peterressli
- Raphidia ulrikae

L'espèce Raphidia notata, la petite raphidie, est aussi citée parmi les espèces européennes  ; son synonyme actuel est Phaeostigma notatum (Fabricius, 1781).